# دومينيك ريتشاردسون
دومينيك ريتشاردسون (بالإنجليزية: Dominique Richardson)‏ (6 سبتمبر 1992 في المملكة المتحدة - ) هي لاعبة كرة قدم بريطانية في مركز الوسط. شاركت مع منتخب برمودا الوطني لكرة القدم للسيدات.

## وصلات خارجية
- دومينيك ريتشاردسون على موقع Soccerway.com (الإنجليزية)